# Wistinghausen (Adelsgeschlecht)

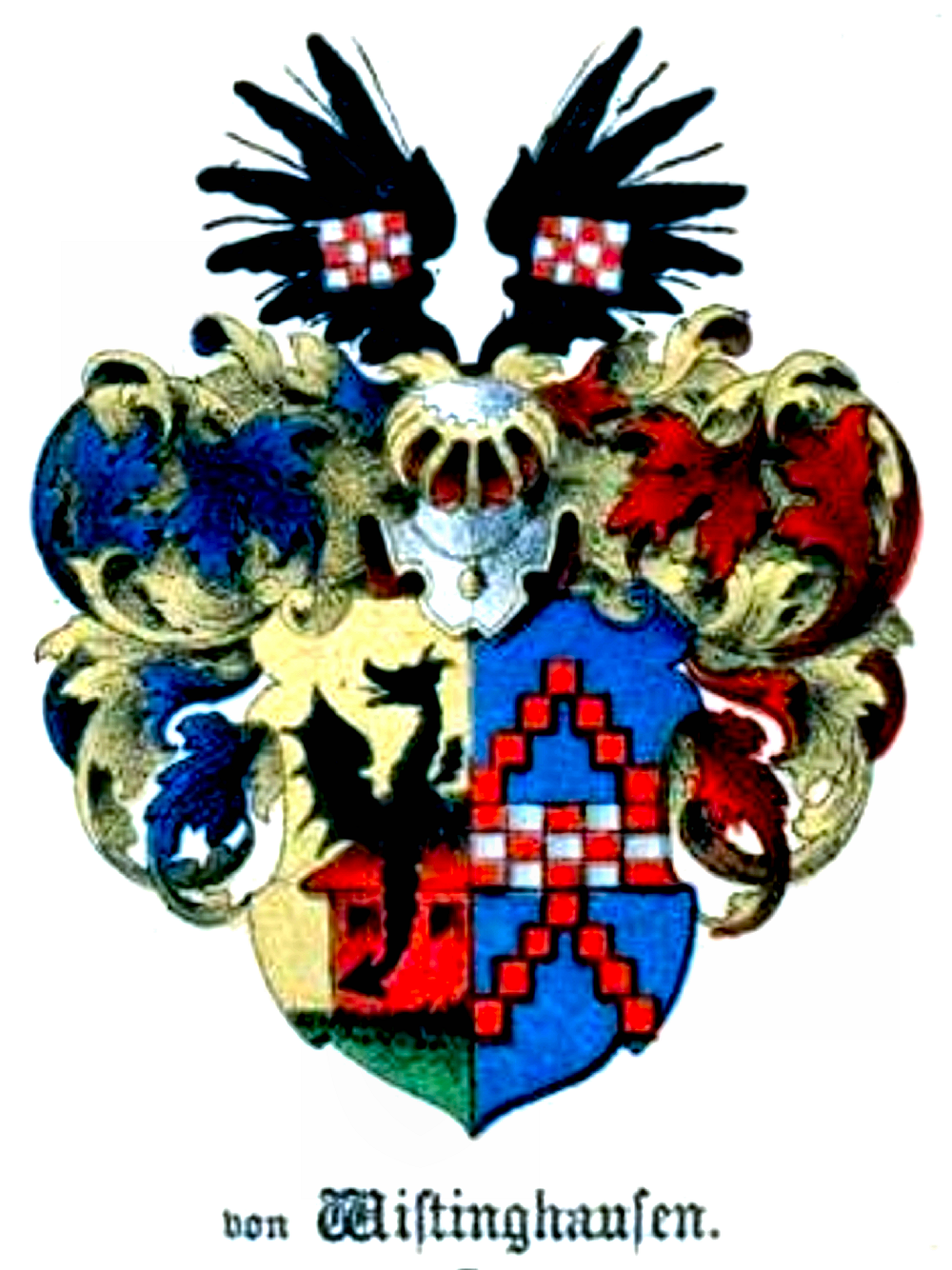
Wappen der Adelsfamilie von Wistinghausen

Wistinghausen ist der Name eines deutsch-baltischen Adelsgeschlechts. Diese alte Ratsfamilie, die erstmals um 1640 beurkundet wurde und in Reval ansässig war, wurde aufgrund der Erhebung in den russischen Dienstadel 1845 und 1830 in die estländische Adelsmatrikel aufgenommen. Eheallianzen mit den 1568 von Kaiser Maximilian II. in den römisch-deutschen Reichsadelsstand erhobenen pommerschen Buchau/Buchow, denen schon 1382 das Gut Waschow bei Lassan gehörte, die Patrizier zu Stralsund und späterhin auch Ratsherren zu Reval waren, im Jahre 1700 und schließlich 1764 mit der Erbtochter, gipfelten in der Übernahme des Buchow’schen Wappens, das mit dem eigenen Wappen verschmolzen wurde.

## Geschichte
Jost Wistinghausen (* 1589 in Lübeck; † 1647, beigesetzt in Reval) wird als der Stammvater des deutsch-baltischen Familienzweiges angeführt. Die Heimat der Adelsfamilie ist das Gut Wistinghausen in Oerlinghausen in der Nähe von Detmold, das aus einem Freimeierhof entstanden war. Dessen Sohn Daniel Wistinghausen war bereits vor seinem Vater nach Estland eingewandert und ab 1636 Mitglied der estnischen Schwarzhäupter. 1812 wurde das erste Familienmitglied in den russischen Dienstadel erhoben und in die Geschlechtsregister des Sankt Petersburger Gouvernements eingetragen. 1854 wurde der Staatsrat Eduard von Wistinghausen, Herr auf Schloss Leal in die Estländische Ritterschaft aufgenommen, ihm folgte 1860 der Wirkliche Staatsrat und Kammerherr Karl von Wistinghausen. Zu den Familienbesitzungen gehörten in Estland 1785–1860 Wittenpöwel, 1815–1860 Schloss Leal und Sippa, sowie in Livland Somel und Wastemois.

## Stammfolge
Jost Wistinghausen (Stammvater) (* 1589 in Lübeck; † 1647, beigesetzt in Reval) ⚭ Anna von Lengerke
- Daniel Wistinghausen (* 1615 in Lübeck; † 1669, beigesetzt in Reval), 1636 Mitglied der Schwarzhäupter, 1654 Ratsherr und Kirchenvorsteher zu St. Olai ⚭ Fräulein Grote (1675 beigesetzt in Reval)
  - Dierich von Wistinghausen (* 1639, 1699 beigesetzt in Reval), Ältester der Großen Gilde, Herr auf Wastemois in Livland ⚭ 1. Elisabeth Kahl, auch Kahlen (1676 beigesetzt in Reval), 2. Elisabeth Burchart Bélavary de Sycava genannt Burchard (* 1654 getauft in Reval)
    - (1. Ehe) Dietrich (* 1669 † 1707 in Reval), Kaufmann in Reval ⚭ 1700 Margarethe Buchau verwitwete Lanting (1683–1750)
      - Christian Wistinghausen (getauft 1701 in Reval; † 1766 in Reval), Kaufmann, Ältester der Großen Gilde, 1742 Ratsherr, 1746–1762 Kämmerer, 1762 Bürgermeister, Herr auf Wastemois ⚭ Anna Elisabeth Tunder (* 1710 in Reval, 1788 beigesetzt in Reval)
        - Johann Christian Wistinghausen (getauft 1743 in Reval; † 1787 in Reval), 1775 Ältester der großen Gilde, 1776 Kirchenvorstand zu St. Nikolaus in Reval, 1779 Ratsherr, Herr auf Wittenpöwel ⚭ 1764 Margaretha Buchau (1745–1811), Tochter des Revaler Ratsherren Christian Buchau, Herr auf Wittenpöwel, Letzte der pommerschen Buchau/Buchow, vormals Patrizier zu Stralsund, verband als Erbtochter ihr Wappen mit dem der Wistinghausen[4]
          - Alexander von Wistinghausen, Herr auf Wittenpöwel (1779–1807) ⚭ Karoline von Kotzebue
          - Friedrich Wilhelm von Wistinghausen (* 1777 in Reval; † 1840 in Sankt Petersburg), Fabrikant und Unternehmer in London, Peterhof und Reval
          - Karl von Wistinghausen (* 1769 in Reval; † 1824 auf Schloss Leal) ⚭ Louise Margarethe Alstadius (1776–1846)
            - Johann Christian von Wistinghausen (1793–1835 Reval) ⚭ Jenny Rodde (1800–1837)
              - Karl Alexander von Wistinghausen (* 1826 auf Schloss Leal; † 1883 in Reval), Dr. med., Wirklicher Geheimer Rat, Kammerherr ⚭ 1. Marie Caroline Rodde († 1866), 2. Adelheid Theophile Gräfin Stenbock (1849–1922)
                - 1. Ehe: Reinhold Alexander Christian von Wistinghausen (* 1863; † 1939 in Berlin), Dr. med., Facharzt für Chirurgie am Kollegium der Allgemeinen Fürsorge[6] in Reval, Chefarzt des Hospitals der estnischen Abteilung des Roten Kreuzes, Chefarzt am estländischen Gouverneurments-Krankenhauses, Geschäftsführer und ständiges Mitglied der estländischen Landessanit-Kommission, Vorsitzender und Ehrenmitglied der Gesellschaft praktischer Ärzte zu Reval, Vorsitzender der estländischen ärztlichen Gesellschaft, Kollegienrat, Oberarzt in Beelitz in der Mark ⚭ Dagmar von Ramm (* 1865)
                  - Werner Felix von Wistenhausen (* 1898 in Reval; † 1918 in Hagenau)
                  - Lothar Eduard von Wistinghausen (* 1899, Dr. phil.; † 1941 im KZ Stutthof), Opfer[7] des NS-Regimes
                  - Kurt Robert von Wistinghausen (* 1901 in Reval; † 1986 in Filderstadt), Pfarrer in der Christengemeinschaft Stuttgart und Verleger
                  - Almar Johann von Wistinghausen (* 1904 in Reval; † 1989 in Bad Liebenzell), Diplomlandwirt

                - 2. Ehe: Richard Magnus von Wistinghausen (1872–1915), Komponist, Kapellmeister in Posen, Elberfeld, Lehrer an der Musikschule in Dresden und Riga ⚭ Wanda Caecilia Chulawska (* 1877 in Lemberg), Gesangsprofessorin am staatlichen Konservatorium Ljubljana
                - 2. Ehe Theophile Magda Eugenie von Wistinghausen (1873–1944) ⚭ Eduard Michael von Bodisco (* 1863)
                - 2. Ehe: Walter Siegfried Nikolai von Wistinghausen (* 1879 in Reval; † 1956 in Ludwigsburg), Journalist und Redakteur in Reval ⚭ Isolde Freiin von Ungern-Sternberg (* 1882)
                  - Rudolf Eduard Michael von Wistinghausen (1905–1981), Deutscher Botschafter in Togo ⚭ Ursula Breyer
                    - Henning von Wistinghausen (* 1936 in Kopenhagen), 1. Deutscher Botschafter in Estland und Schriftsteller

            - Eduard Alexander von Wistinghausen (* 1803 in Reval; † 1867 auf Schloss Leal), Herr auf Schloss Leal, Wahrer Staatsrat ⚭ Anna Pears Martin of Belloway (1817–1874), vier Töchter

## Wappen
Der Wappenschild ist Gold und Blau gespalten. Vorn auf grünem Rasen steht ein halbes rotes Haus am Spalt, auf dessen Dach ein schwarzer Drache sitzt. Hinten ein dreifach von Rot und Silber geschachter Balken auf blauem Grund, darüber und darunter je ein ausgebrochener roter Stufengiebel. Die Helmzier zeigt einen schwarzen Flug, belegt mit je einem abgeledigten dreifach von Rot und Silber geschachteten Balken. Helmdecke ist blau-golden und rot-golden.

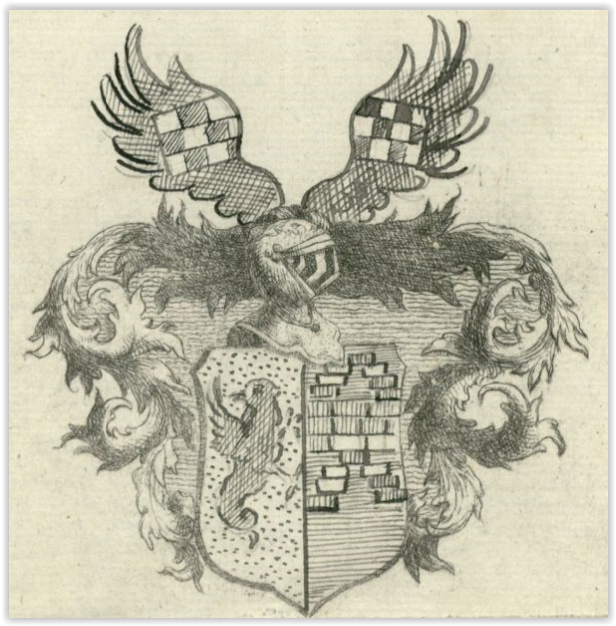
Wappen derer Buchow

Bis auf das Haus (als redendes Wappenbild für -hausen im Familiennamen) stellt dieses Wappen, vorn mit dem Drachen im goldenen Feld, und hinten den Schachbalken, begleitet von den Stufengiebeln, im blauen Feld, sowie der Helmzier, genau das gleiche Wappen dar, wie es von Kaiser Maximilian II. dem Heinrich Buchow, der ein Vorfahre des Stralsunder Bürgermeisters Heinrich Buchow († 1628) war, im Adelsbrief 1568 bestätigt wurde. Die Buchow/Buchau’sche Erbtochter hatte dann ihr Stammwappen mit dem der Wistinghausen (rotes Haus) verbunden.

## Schloss Leal

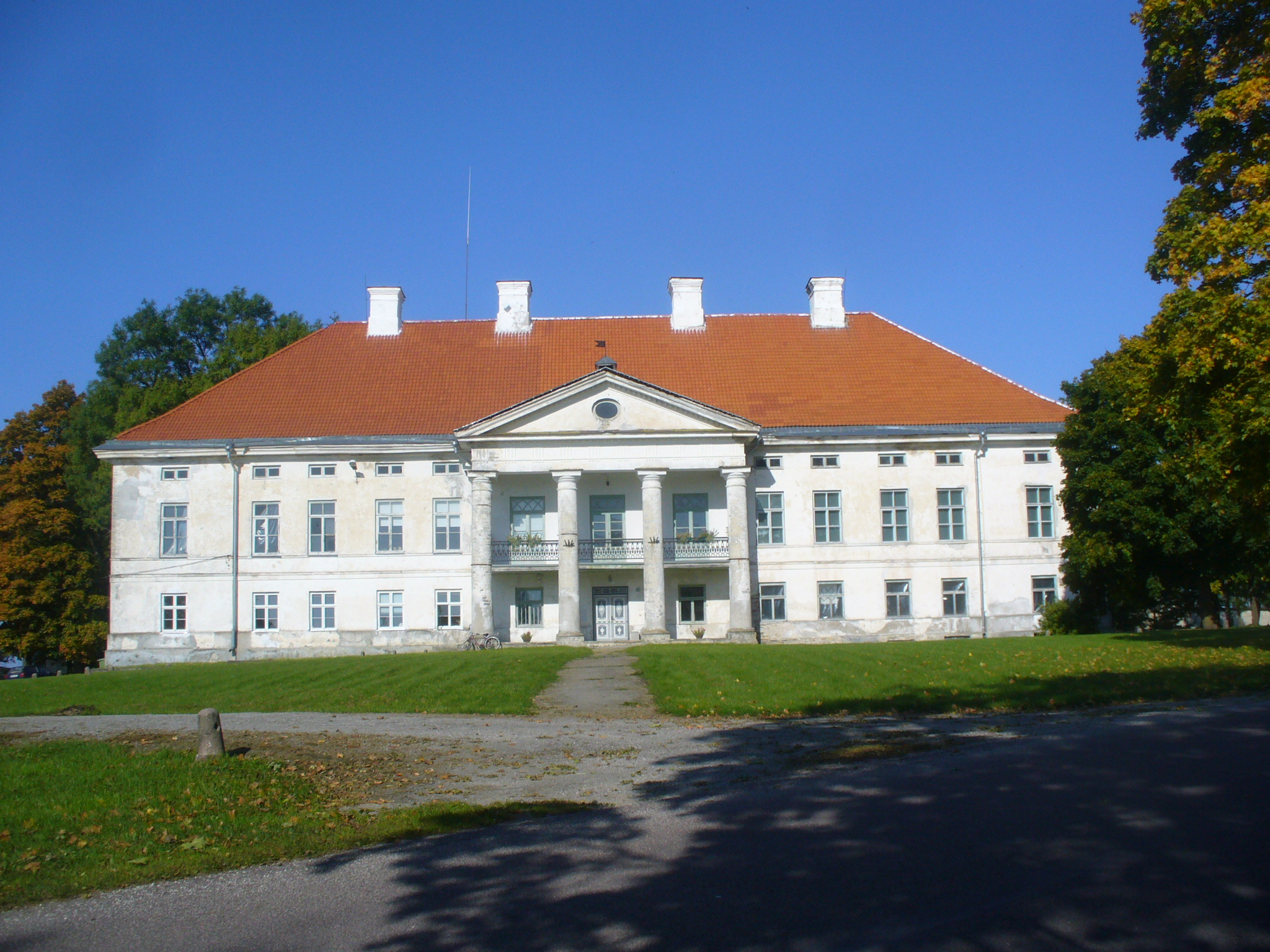
Herrenhaus in Lihula (Ortsmuseum)

Das frühere Rittergut wurde gemeinsam mit der Burg im Mittelalter für den Orden und des Bistums Saare-Lääne/Oesel Wick erbaut. Das Schloss war zwischen 1242 und 1251 der Wohnsitz des Bischofs. Später gehörte es den Adelsfamilien Tott, von Stackelberg, von Wistinghausen und von Buxhoeveden. Im erhaltenen Herrenhaus befindet sich das örtliche Museum. Das Gut Sippa war das Beigut von Schloss Leal.

## Rittergut Wittenpöwel
Das um 1630 gegründete Rittergut Wittenpöwel (Viti) gehörte eine Zeitlang den Revaler Rats- bzw. Adelsfamilien Buchau, Wistinghausen und Stackelberg. Im heutigen, zweistöckigen, Hauptgebäude ist ein Kinderheim errichtet.

## Sekundärliteratur (Auszug)
- Walter von Wistinghausen: Aus meiner näheren Umwelt. Eine estländische Kindheit vor 100 Jahren. Pilte minu lähemast ümbrusest. Üks lapsepólv Eestimaaö saja aasta eest. Hrsg. u. Anmerkungen Henning von Wistinghausen, Verlag Avita, Tallinn 1995. ISBN 9985-825-49-7.
- Henning von Wistinghausen (Hrsg.): Zwischen Reval und St. Petersburg. Erinnerungen von Estländern aus zwei Jahrhunderten. Verlag Anton H. Konrad, Weissenhorn 1993. ISBN 3-87437-351-7.